# Ytterstad
Ytterstad – miejscowość (tätort) w Szwecji, w regionie administracyjnym (län) Västra Götaland, w gminie Lerum.
Według danych Szwedzkiego Urzędu Statystycznego liczba ludności wyniosła: 234 (31 grudnia 2018) i 233 (31 grudnia 2019).